# Fkirina
Fkirina là một đô thị thuộc tỉnh Oum el Bouaghi, Algérie. Dân số thời điểm năm 2002 là 11.413 người.